# Alexander-Newski-Orden
Der Alexander-Newski-Orden ist ein nach Alexander Newski benannter russischer Orden, der zunächst im kaiserlichen Russland und später erneut in der Sowjetunion verliehen wurde. 2010 wurde er in der Russischen Föderation erneut gestiftet.

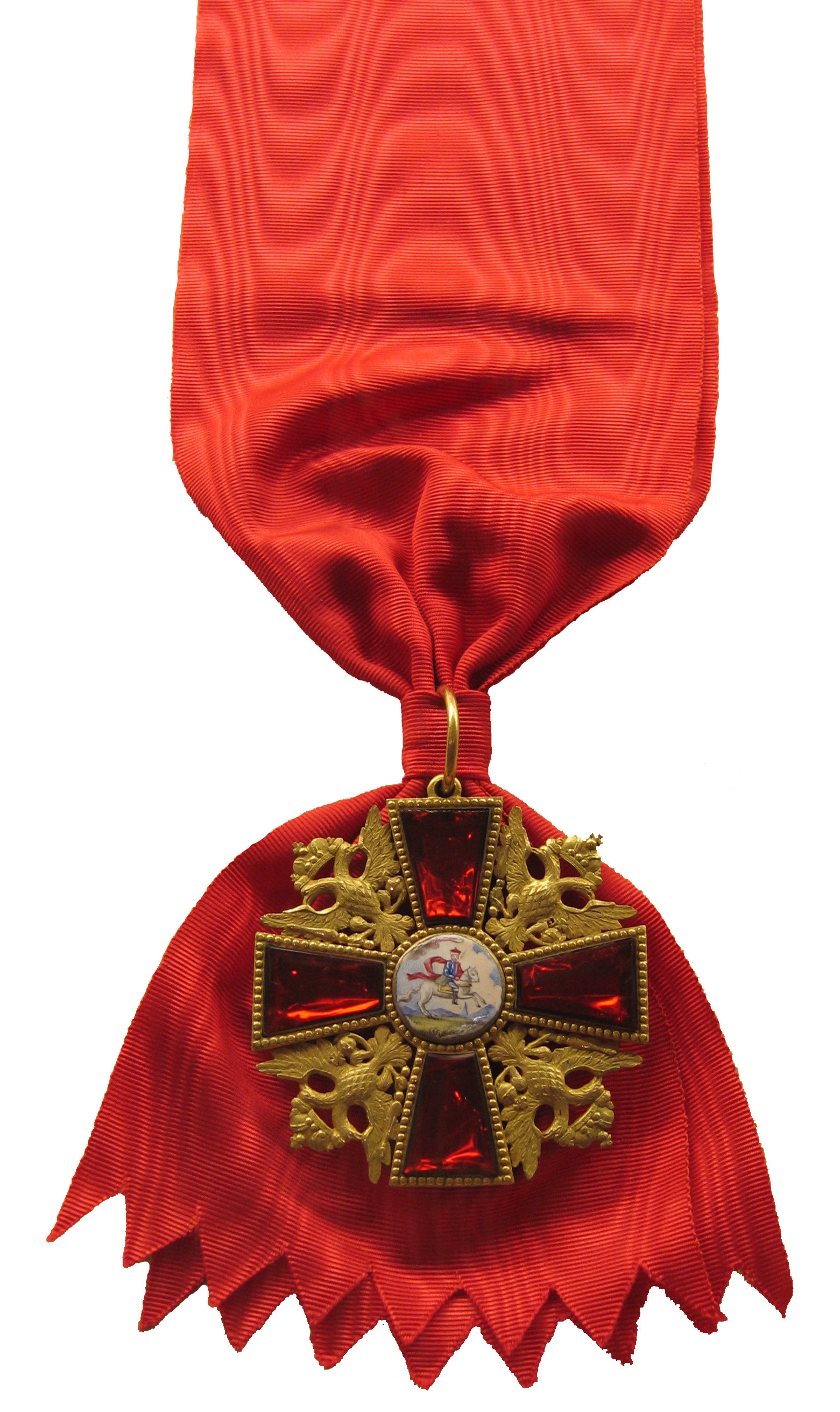
Großkreuz des kaiserlichen Ordens

## Der Kaiserliche Orden

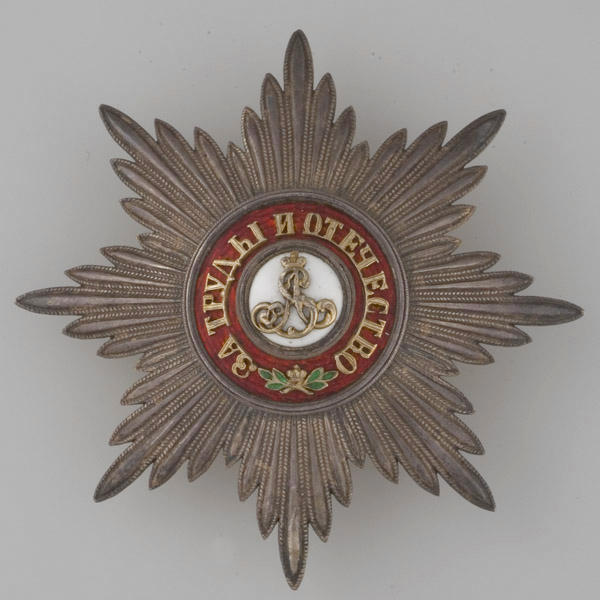
Bruststern des kaiserlichen Ordens

Der Kaiserliche Orden des Heiligen und Rechtgläubigen Großfürsten Alexander Newski (russisch Императорский Орденъ Святого Благовѣрного Великого Князя Александра Невского Imperatorskij Orden Swjatowo Blagowernowo Welikowo Knjasja Alexandra Newskowo) war der höchste regulär zu erreichende kaiserlich-russische Zivil- und Militärverdienstorden. In der Hierarchie der Orden und Ehrenzeichen des Russischen Kaiserreiches stand er hinter dem Orden des Heiligen Andreas des Erstberufenen, dem Damenorden der Heiligen Katharina und dem für außerordentliche Verdienste verliehenen Orden des Heiligen Wladimir I. Klasse. Der einklassige Orden wurde nur an Personen verliehen, die mindestens im Rang eines Generalmajors standen. Fürsten Kaiserlichen Blutes bekamen den Orden automatisch beim Erreichen der Volljährigkeit, russische Großfürsten und Zarensöhne gleich nach der Taufe. Gestiftet wurde er am 21. Mai 1725 von Katharina I., nach dem Tod ihres Gemahls Zar Peters des Großen.
Das Ordenszeichen ist ein goldenes, rot emailliertes, achtspitziges Kreuz, in der Mitte mit dem Bild Alexander Newskis im goldenen Harnisch zu Pferd und auf der Rückseite mit der gekrönten Inschrift S A (Sanctus Alexander). In den vier Winkeln sind vier goldene gekrönte zweiköpfige Adler. Der Orden konnte bei herausragenden Verdiensten mit Brillanten und bei militärischen Verdiensten mit goldenen Schwertern verliehen werden. Bei der Dekoration mit Brillanten sind auf dem Kreuz die Adler, die Umrahmung des Mittenmedaillons und die Schwerter (falls vorhanden) mit diesen Edelsteinen verziert, beim Ordensstern ist der ganze Stern mit Brillanten belegt. Bei der Dekoration mit Schwertern sind diese beim Kreuz den Adlern unterlegt und beim Stern in gekreuzter Form unter das Mittenmedaillon gelegt. Nichtchristen bekamen den Orden mit dem Zarenadler statt der Heiligenfigur im Mittenmedaillon des Kreuzes und des Sterns.
Getragen wurde der Orden an einem ponceauroten, 10 cm breiten, über der linken Schulter nach der rechten Hüfte zu hängenden Band nebst einem achtspitzigen silbernen Ordensstern mit der gekrönten Inschrift S A, umgeben von der Ordensdevise „Für Arbeit und das Vaterland“ (russisch За Труды и Отечество Za trudy i otjetschestwo) in goldener Inschrift auf rotem Reifen. Die Ordensritter des Heiligen Andreas des Erstberufenen trugen den Alexander-Newski-Orden als Halsdekoration. Das Ordensfest war der 30. August Alten Stils.
Während der kurzlebigen provisorischen Regierung unter Alexander Kerenski wurde der Orden weiterverliehen, jedoch mit ungekrönten Doppeladlern in den Winkeln des Kreuzes. Nach der Oktoberrevolution 1917 wurde er nicht mehr verliehen. Die Romanow-Dynastie im Exil behielt den Orden als Hausorden.

## Der sowjetische Orden

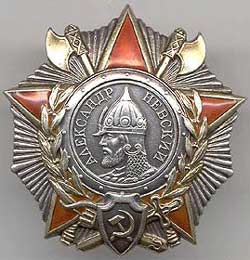
Sowjetischer Newskiorden

Der Alexander-Newski-Orden (Орден Александра Невского Orden Aleksandra Newskowo) war ein Militärverdienstorden und wurde am 29. Juli 1942 von der Regierung unter Josef Stalin gestiftet. Der Orden durfte an sowjetische und ausländische Offiziere verliehen werden, die sich im Krieg durch persönlichen Mut auszeichneten oder bei Kriegsoperationen ihrer Truppen Erfolge bei minimalem Verlust von Menschenleben erzielen konnten. In der Reihenfolge sowjetischer Auszeichnungen stand er zwischen dem Bogdan-Chmelnizki-Orden III. Klasse und dem Orden des Vaterländischen Krieges I. Klasse.
Wie alle höheren sowjetischen Orden hatte der Newski-Orden nur eine Klasse. Das Ordenszeichen war ein fünfarmiger rot emaillierter Stern mit silbernen Strahlen zwischen den Armen, unter dem Stern sind zwei gekreuzte Streitäxte platziert. Das Mittenmedaillon zeigt ein Brustbild des Alexander Newski in Silber und unter ihm eine silberne Plakette mit dem Staatsemblem Hammer und Sichel. Unter dem Mittenmedaillon sind ein Bogen und ein Köcher mit Pfeilen platziert, die mit einem Schwert gekreuzt sind. Der Orden wird auf der rechten Brust getragen.
Im Zweiten Weltkrieg wurde der Orden rund 40.000 Mal verliehen.
Auf Beschluss des Obersten Sowjets der Russischen Föderation Nr. 2557-I vom 20. März 1992 blieb der Orden als staatliches Ehrenzeichen der Russischen Föderation erhalten, jedoch wurde er im post-sowjetischen Russland zunächst nicht verliehen.

## Der Orden der Russischen Föderation
Auf Anordnung des Präsidenten der Russischen Föderation Dmitri Medwedew vom 7. September 2010 wurde der Alexander-Newski-Orden neu gestiftet, nun wieder als Zivil- und Militärverdienstorden. Seine Gestaltung entspricht weitgehend der des kaiserlichen Ordens. Die erste Verleihung erfolgte am 15. Dezember 2010.

### Träger des Alexander-Newski-Ordens der Russischen Föderation (Auswahl)

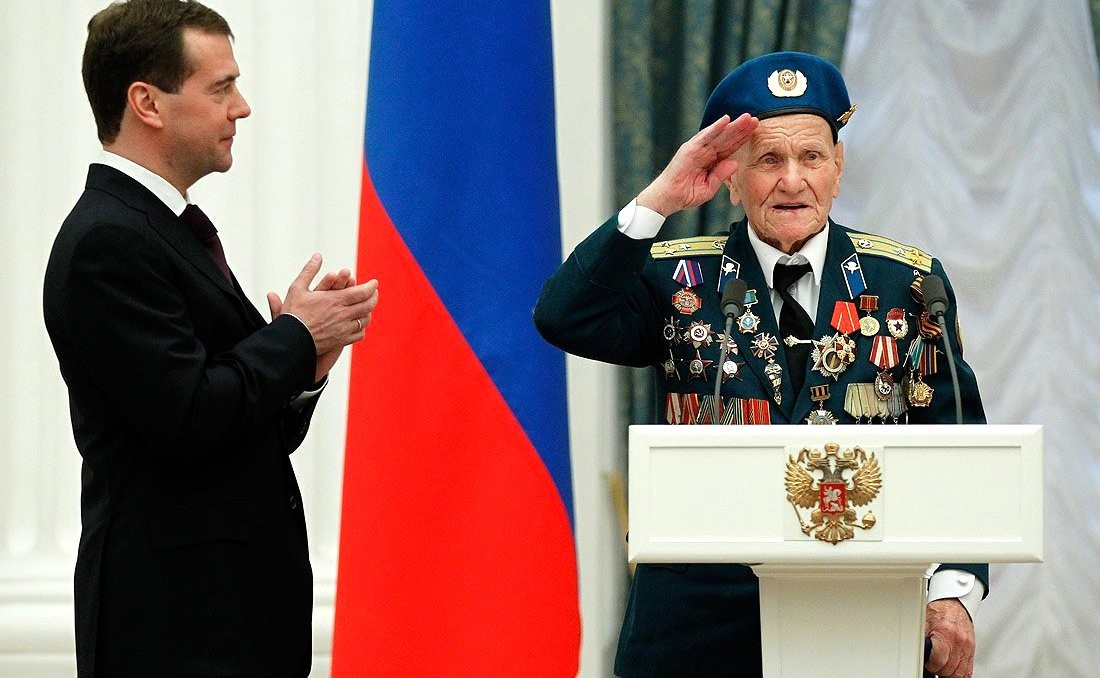
Verleihung des Alexander-Newski-Ordens an Alexei Sokolow durch Dmitri Medwedew (2011)

(vollständige Liste bis November 2015)
1. Boris Gryslow (Vorsitzender der Staatsduma; Ordensverleihung am 15. Dezember 2010)
2. Kyrill I. (Patriarch von Moskau und der ganzen Rus, Oberhaupt der Russisch-Orthodoxen Kirche; 7. Januar 2011)
3. Alexei Sokolow (Oberst, * 1911, Ehrenvorsitzender des Veteranenrates des 104. Garde-Fallschirmjägerregiments, Teilnehmer des Winterkrieges und des Deutsch-Sowjetischen Krieges; 8. Februar 2011)
4. Juri Ossipow (Mathematiker, Präsident der Russischen Akademie der Wissenschaften; 22. April 2011)
5. Sergei Sokolow (Marschall der Sowjetunion, * 1911; 23. Juni 2011)
6. Walentin Rasputin (Schriftsteller; 1. September 2011)
7. Wassili Petrow (Marschall der Sowjetunion; 24. Februar 2012)
8. Wladimir Dmitrijew (Vorstandsvorsitzender der Wneschekonombank; 4. April 2012)
9. Wladimir Tschurow (Vorsitzender der Zentralen Wahlkommission der Russischen Föderation; Orden am 3. Mai 2012 überreicht; der entsprechende Erlass wurde nicht veröffentlicht)
10. Stanislaw Wawilow (stellvertretender Vorsitzender der Zentralen Wahlkommission der Russischen Föderation; Orden am 3. Mai 2012 überreicht; der entsprechende Erlass wurde nicht veröffentlicht)
11. Nikolai Kutjin (Leiter des Föderalen Dienstes für ökologische, technologische und Atomüberwachung; 30. Mai 2012)
12. Franz Klinzewitsch (Stellvertretender Vorsitzender des Duma-Komitees für Verteidigung; 31. Juli 2012)
13. Wladimir Michalkin (Marschall der Artillerie, Generalinspekteur des Verteidigungsministeriums; Ordensverleihung am 27. November 2012 bekanntgegeben)
14. Walentin Masikin (stellvertretender Gouverneur der Oblast Kemerowo; 29. Dezember 2012)
15. Wladimir von Sankt Petersburg und Ladoga (Ständiges Mitglied der Heiligen Synode der Russisch-Orthodoxen Kirche; 30. Dezember 2012)
16. Alexander Chloponin (stellvertretender Ministerpräsident der Russischen Föderation – Bevollmächtigter Vertreter des Präsidenten im Föderationskreis Nordkaukasus; 2012; genaues Datum der Ordensverleihung unbekannt)
17. Anatoli Korotejew (Generaldirektor des Keldysch-Forschungszentrums; 2. Februar 2013)
18. Iwan Mironow (Stellvertretender Vorsitzender der Regierung der Oblast Samara; 11. Februar 2013)
19. Leonid Moskwin (Lehrstuhlinhaber an der Staatlichen Universität Sankt Petersburg; 4. März 2013)
20. Oganes Wartanow (Mitglied des Veteranenrates der Hauptverwaltung für Kfz-Wesen und Panzer des Verteidigungsministeriums der Russischen Föderation; 19. März 2013)
21. Pjotr Builow (Trainer für Leichtathletik an der spezialisierten Sportschule der olympischen Reserve für Kinder und Jugendliche Nr. 7, Ufa, Baschkortostan; 25. März 2013)
22. Igor Twerjakow (Direktor der spezialisierten Sportschule der olympischen Reserve für Kinder und Jugendliche Nr. 18, Ufa, Baschkortostan; 25. März 2013)
23. Tatjana Pokrowskaja (Cheftrainerin der russischen Synchronschwimm-Nationalmannschaft; 12. April 2013)
24. Sergei Lebedew (Vorsitzender des Exekutivkomitees–Exekutivsekretär der Gemeinschaft Unabhängiger Staaten; 22. April 2013)
25. Walentina Tereschkowa (Stellvertretende Vorsitzende des Komitees der Staatsduma für internationale Angelegenheiten; 12. Juni 2013)
26. Wladimir Etusch (Künstlerischer Leiter der Schtschukin-Theaterhochschule beim Wachtangow-Theater, Moskau; 29. Juni 2013)
27. Dmitri Michailik (Generalleutnant a. D., Hauptspezialist des Nationalen Leitungszentrums in Krisensituationen; Orden am 3. Juli 2013 überreicht; der entsprechende Erlass wurde nicht veröffentlicht)
28. Wladimir von Kiew und der ganzen Ukraine (Vorsteher der Ukrainisch-Orthodoxen Kirche; 11. Juli 2013)
29. Filaret von Minsk und Sluzk (Patriarchenexarch von ganz Belarus; 11. Juli 2013)
30. Igor Schuwalow (Erster stellvertretender Regierungschef der Russischen Föderation; 25. Juli 2013)
31. Gerassim Nasarenko (Direktor des medizinischen Zentrums der Zentralbank der Russischen Föderation; 2. September 2013)
32. Junus-bek Jewkurow, Republik Inguschetien (2. September 2013)
33. Georgi Poltawtschenko (Gouverneur von Sankt Petersburg; 10. September 2013)
34. Alexander Bastrykin (Vorsitzender des Ermittlungskomitees der Russischen Föderation; 13. September 2013)
35. Alexander Schilow (Vollmitglied der Russischen Akademie der Künste, künstlerischer Leiter der staatlichen Moskauer Bildergalerie des Volkskünstlers der UdSSR A. Schilow; 13. September 2013)
36. Wladimir Tschernawin (Leitender Analytiker der Verwaltung der Generalinspekteure des Verteidigungsministeriums; Orden am 10. Dezember 2013 überreicht; der Erlass wurde nicht veröffentlicht)
37. Wladimir Fortow (Präsident der Russischen Akademie der Wissenschaften; 21. Dezember 2013)
38. Daniil Granin (Schriftsteller, Vorstandsvorsitzender der Internationalen D. S. Lichatschow-Wohltätigkeitsstiftung, Sankt Petersburg; 21. Dezember 2013)
39. Wassili Lanowoi (Künstler am Wachtangow-Theater, Moskau; 21. Dezember 2013)
40. Wiktor Kolodjaschny (Leiter der Verwaltung des Föderalen Dienstes für staatliche Registrierung, Kataster und Kartographie für die Region Krasnodar; 14. Januar 2014)
41. Michail Kijko (stellvertretender Leiter des Föderalen Dienstes für Drogenkontrolle; Datum der Verleihung unbekannt)
42. Wladimir Schewtschenko (Ordentlicher Staatsrat der Russischen Föderation 1. Klasse, Moskau; 13. Februar 2014)
43. Nikolai Sortschenko (Kapitän des Segelschulschiffes „Sedov“; 13. Februar 2014)
44. Wladimir Koschin (Leiter der Immobilienverwaltung des Präsidenten der Russischen Föderation; 5. März 2014)
45. Wiktor Sadownitschi (Rektor der Moskauer Lomonossow-Universität; 5. März 2014)
46. Alexander Schukow (Erster stellvertretender Vorsitzender der Staatsduma, Präsident des Nationalen Olympischen Komitees Russlands; Orden am 24. März 2014 überreicht; der Erlass wurde nicht veröffentlicht)
47. Wladimir Potanin (Generaldirektor des MMC Norilsk Nickel; Orden am 24. März 2014 überreicht; der Erlass wurde nicht veröffentlicht)
48. Sergei Batschin (Generaldirektor des Skigebietes Rosa Chutor, Vorstandsvorsitzender der Agranta-Gruppe; Orden am 24. März 2014 überreicht; der Erlass wurde nicht veröffentlicht)
49. Wladimir Jakunin (Präsident der Aktiengesellschaft „Rossijskije schelesnyje dorogi“; Orden am 24. März 2014 überreicht; der Erlass wurde nicht veröffentlicht)
50. Wiktor Wekselberg (Vorstandsvorsitzender der Renova-Gruppe; Orden am 24. März 2014 überreicht; der Erlass wurde nicht veröffentlicht)
51. Oleg Deripaska (Aufsichtsratsvorsitzender des Konzerns Basic Element; Orden am 24. März 2014 überreicht; der Erlass wurde nicht veröffentlicht)
52. Alexei Miller (Vorstandsvorsitzender des Konzerns Gazprom; Orden am 24. März 2014 überreicht; der Erlass wurde nicht veröffentlicht)
53. Herman Gref; (Präsident, Vorstandsvorsitzender der Sberbank; Orden am 24. März 2014 überreicht; der Erlass wurde nicht veröffentlicht)
54. Sergei Menjailo (geschäftsführender Gouverneur der Stadt Sewastopol; 20. April 2014)
55. Sergei Popow (Vorsitzender des Komitees der Staatsduma für Reglement und Organisation der Arbeit der Staatsduma; 20. April 2014)
56. Juri Tschichantschin (Direktor des Föderalen Dienstes für Finanzmonitoring; 20. April 2014)
57. Wladimir Solowjow (Moderator des Fernsehsenders Rossija 1; 22. April 2014; der Erlass wurde nicht veröffentlicht)
58. Wiktor Solotow (Leiter des Sicherheitsdienstes des Präsidenten der Russischen Föderation – stellvertretender Direktor des Föderalen Dienstes für Bewachung; Datum der Auszeichnung unbekannt)
59. Dmitri Bulgakow (stellvertretender Verteidigungsminister der Russischen Föderation; 9. Mai 2014)
60. Nikolai Pankow (Staatssekretär des Verteidigungsministeriums der Russischen Föderation – stellvertretender Verteidigungsminister der Russischen Föderation; 2014; genaues Datum der Ordensverleihung unbekannt)
61. Ruslan Zalikow (stellvertretender Verteidigungsminister der Russischen Föderation; 2014; genaues Datum der Ordensverleihung unbekannt)
62. Aman-Geldy Tulejew (Gouverneur der Oblast Kemerowo; 16. Mai 2014)
63. Michail Moissejew (stellvertretender Vorsitzender des Komitees der Staatsduma für Sozialpolitik und Veteranenangelegenheiten; 28. Mai 2014)
64. Gennadi Sjuganow (Abgeordneter der Staatsduma der Russischen Föderation, Mitglied des Komitees der Staatsduma für Wissenschaft und wissenschaftsintensive Technologien; 23. Juni 2014)
65. Walentin Tschaika (Abgeordneter der Staatsduma der Russischen Föderation; 23. Juni 2014)
66. Oleg Budargin (Generaldirektor der Aktiengesellschaft „Rossijskije seti“; Orden am 31. Juli 2014 überreicht; der Erlass wurde nicht veröffentlicht)
67. Alexander Wolkow (Mitglied des Föderationsrates, Vertreter des Legislativorgans der Republik Udmurtien; Orden am 31. Juli 2014 überreicht; der Erlass wurde nicht veröffentlicht)
68. Riwner Ganijew (Direktor des Blagonrawow-Instituts für Maschinenkunde der Russischen Akademie der Wissenschaften, Moskau; 14. August 2014)
69. Anatoli Owodenko (Rektor der Sankt Petersburger staatlichen Universität für Luft- und Raumfahrtgerätebau; 14. August 2014)
70. Igor Naiwalt (Präsident der Gesellschaft mit beschränkter Haftung „Baltijskaja Stroitelnaja Kompanija“, Moskau; 14. August 2014)
71. Aljaksandr Lukaschenka (Präsident der Republik Belarus, Vorsitzender des Obersten Staatsrates des Unionsstaates; 30. August 2014)
72. Sergei Stepaschin (Vorsitzender des Aufsichtsrates der staatlichen Körperschaft „Fonds für die Förderung der Reformierung der Wohnungs- und Kommunalwirtschaft“; Verleihung des Ordens wurde am 8. September 2014 bekanntgegeben; der Erlass wurde nicht veröffentlicht)
73. Grigori Karassin (Staatssekretär – stellvertretender Außenminister der Russischen Föderation; 10. September 2014)
74. Alexander Gornostajew (Vizepräsident der staatlichen Körperschaft „Olimpstroi“; Verleihung des Ordens wurde am 19. September 2014 bekanntgegeben; der Erlass wurde nicht veröffentlicht)
75. Gennadi Gubin (Vizepräsident der staatlichen Körperschaft „Olimpstroi“; Verleihung des Ordens wurde am 19. September 2014 bekanntgegeben; der Erlass wurde nicht veröffentlicht)
76. Jewgeni Primakow (Vorstandsvorsitzender der offenen Aktiengesellschaft „RTI“, Moskau; 25. Oktober 2014)
77. Maxim Sagorulko (Berater des Rektors der Staatlichen Universität Wolgograd; 25. Oktober 2014)
78. Sergei Naryschkin (Vorsitzender der Staatsduma der Föderalen Versammlung der Russischen Föderation; 27. Oktober 2014)
79. Sergei Zoi (erster stellvertretender Generaldirektor der offenen Aktiengesellschaft „RusHydro“; Ordensverleihung im November 2014 bekanntgegeben; der Erlass wurde nicht veröffentlicht)
80. Dmitri Jasow (Marschall der Sowjetunion; Orden am 8. November 2014 überreicht; der Erlass wurde nicht veröffentlicht)
81. Waleri Graifer (Aufsichtsratsvorsitzender des Ölkonzerns „Lukoil“; 5. Dezember 2014)
82. Iwan Sluchai (Vorsitzender der Moskauer gesellschaftlicher Organisation der Kriegsveteranen; 5. Dezember 2014)
83. Michail Piotrowski (Generaldirektor der Eremitage, Sankt Petersburg; 5. Dezember 2014)
84. Igor Kasikow (Leiter der Hauptverwaltung zur Gewährleistung der Teilnahme an den olympischen Sportmaßnahmen; Orden am 17. Dezember 2014 überreicht; der Erlass wurde nicht veröffentlicht)
85. Witali Ignatenko (erster stellvertretender Vorsitzender des Komitees des Föderationsrates für internationale Angelegenheiten; Orden am 22. Dezember 2014 überreicht; der Erlass wurde nicht veröffentlicht)
86. Sergei Schoigu (Verteidigungsminister der Russischen Föderation; der Erlass wurde nicht veröffentlicht)
87. Gennadi Raikow (Vorstandsvorsitzender des Föderalen Zentrums für Informatisierung bei der Zentralen Wahlkommission der Russischen Föderation, Moskau; 20. Januar 2015)
88. Wladimir Podsolkow (stellvertretender Direktor des Wissenschaftlichen A. N. Bakulew-Zentrums für Herz- und Gefäßchirurgie, Moskau; 20. Januar 2015)
89. Wladimir Schirinowski (Abgeordneter der Staatsduma der Russischen Föderation; 20. Januar 2015)
90. Wladislaw Surkow (Assistent des Präsidenten der Russischen Föderation; 20. Januar 2015)
91. Wassili Golubew (Gouverneur der Oblast Rostow; 8. März 2015)
92. Walentin Sorin (politischer Kommentator der Vereinigten Auslandsrundfunkdirektion der Internationalen Informationsagentur „Rossija Sewodnja“; 8. März 2015)
93. Alexei Gordejew (Gouverneur der Oblast Woronesch; 23. März 2015)
94. Dschachan Pollyjewa (Leiterin des Apparates der Staatsduma der Russischen Föderation; 23. März 2015)
95. Mefodi Nemzow (Metropolit von Perm und Kungur; 4. April 2015)
96. Alischer Usmanow (Unternehmer, Gründer der USM Holdings; Zeitpunkt der Verleihung unbekannt)
97. Sergei Iwanow (Leiter der Präsidialverwaltung der Russischen Föderation; Zeitpunkt der Verleihung unbekannt)
98. Waleri Martschenkow (Leiter der Militäruniversität des Verteidigungsministeriums der Russischen Föderation; Zeitpunkt der Verleihung unbekannt)
99. Alexei Kukuschkin (Mitglied des Veteranenrats der Luftlandetruppen; Orden am 21. Mai 2015 überreicht; der Erlass wurde nicht veröffentlicht)
100. Sergei Frank (Generaldirektor der börsennotierten Aktiengesellschaft „Sowkomflot“; Orden am 21. Mai 2015 überreicht; der Erlass wurde nicht veröffentlicht)
101. Alexander Wachmistrow (Generaldirektor der offenen Aktiengesellschaft „LSR Group“, Oblast Leningrad; 25. Mai 2015)
102. Magomedali Magomedow (Ehrenvorsitzender des Staatsrates der Republik Dagestan; 25. Mai 2015)
103. Alexei Mordaschow (Vorstandsmitglied der börsennotierten Aktiengesellschaft „Severstal“, Generaldirektor der Aktiengesellschaft „Severstal Management“, Oblast Wologda; 25. Mai 2015)
104. Alexander Schochin (Präsident des Russischen Industriellen- und Unternehmerverbandes; 25. Mai 2015)
105. Nursultan Nasarbajew (Präsident der Republik Kasachstan; 8. Juni 2015)
106. Talija Chabrijewa (Direktorin des Instituts für Gesetzgebung und vergleichende Rechtswissenschaft bei der Regierung der Russischen Föderation; 29. Juni 2015)
107. Tatjana Kusnezowa (Leiterin der Finanzbuchhaltungs- und Abrechnungsverwaltung – Hauptbuchhalterin der Immobilienverwaltung des Präsidenten der Russischen Föderation; 29. Juni 2015)
108. Oleg Syromolotow (Leiter des Abschirmdienstes des FSB; genaues Datum der Auszeichnung unbekannt)
109. Georgi Swid (Generaldirektor der Gesellschaft mit beschränkter Haftung „Awangard“, Rajon Rjasan, Oblast Rjasan; 16. Juli 2015)
110. Schores Alfjorow (Abgeordneter der Staatsduma der Russischen Föderation; 16. Juli 2015)
111. Oleg Demtschenko (Präsident der offenen Aktiengesellschaft „Wissenschafts- und Produktionskörperschaft 'Irkut'“, Moskau; 16. Juli 2015)
112. Alexander Nosdratschow (Berater des Generaldirektors der offenen Aktiengesellschaft „Zentrales wissenschaftliches Forschungsinstitut für Automatik und Hydraulik“, Moskau; 16. Juli 2015)
113. Anatoli Torkunow (Rektor des Staatlichen Moskauer Instituts für Internationale Beziehungen; 16. Juli 2015)
114. Wjatscheslaw Terechow (Erster Stellvertreter des Generaldirektors der geschlossenen Aktiengesellschaft „Interfax“, Moskau; 16. Juli 2015)
115. Jakow Aljochin (Schemarchimandrit Ijeremija) (Hegumen der Russischen St. Panteleimon-Klosters auf dem Athos, Griechische Republik, Bürger der Russischen Föderation, * 1915; 28. Juli 2015)
116. Alexander Rumjanzew (Außerordentlicher und Bevollmächtigter Botschafter der Russischen Föderation in der Republik Finnland; 22. August 2015)
117. Leonid Bokeria (Direktor des Wissenschaftlichen A. N. Bakulew-Zentrums für Herz- und Gefäßchirurgie, Moskau; 22. August 2015)
118. Waleri Loschtschinin (Assistent der Vorsitzenden des Föderationsrates der Russischen Föderation; 8. September 2015)
119. Anatoli Moskalenko (Vizepräsident für Personalverwaltung und Organisationsentwicklung des Ölkonzerns „Lukoil“, Moskau; 10. Oktober 2015)
120. Dmitri Chworostowski (Opernsänger; 10. Oktober 2015)
121. Gennadi Kornijenko (Direktor des Föderalen Dienstes für den Strafvollzug; 21. November 2015)
122. Aleksandar Vučić (Präsident Serbiens; 17. Januar 2019)[3]